# Сол Рубинек
Сол Херш Рубинек (енгл. Saul Hersh Rubinek; рођен 2. јула 1948. Волфратсхаузен, Горња Баварска), канадски је позоришни, филмски и ТВ глумац. Током своје каријере, појавио се у више од 150 филмова и серија.
Познат је по улози Артија Нилсена у ТВ серији Складиште 13, као и по низу запажених улога у бројним холивудским филмовима као што су Вол стрит, Ломача таштине, Неопроштено, Права романса, Смртоносна жеља 5, Никсон и Балада о Бастеру Скрагсу, поред многих.